# 大西洋平 (アナウンサー)
大西 洋平（おおにし ようへい、1984年9月23日 - ）は、テレビ朝日のアナウンサー。

## 来歴
兵庫県三木市出身。兵庫県立小野高等学校・立命館大学経済学部卒業後の2007年に、アナウンサーとしてテレビ朝日に入社した。
体重は、2007年入社時75kgだったが、2015年時点で100kg。太り気味なため、後述する番組のコメンテーターを兼ねる視聴者からは「親方」という愛称をつけられた。
テレビ朝日への入社後は、スポーツ（主に野球・プロレス）中継や情報・バラエティ番組を担当。2007年10月から2011年3月までは、スポーツアナウンサーとして、『ワールドプロレスリング』の実況陣に加わっている。2011年4月からは『情報満載ライブショー モーニングバード!』（以下『モーニングバード!』と略記）の火曜日にコーナーキャスターとして出演。髪型が栗の実に似ていることから、同番組では「クリさん」と呼ばれていた。尚、「じっ栗サーチ」というコーナーも一時期あった。
『モーニングバード!』への出演で一時スポーツ中継から離れたが、2012年からスポーツアナウンサーとしての活動を再開。スポーツアナウンサーだった古澤琢が宣伝部へ異動したことや、吉野真治（いずれも『ワールドプロレスリング』の実況担当）がロンドンオリンピックの取材へ派遣されたことから、同番組にも復帰している。
ちなみに、高校生時代の2002年には、第49回NHK杯全国高校放送コンテスト兵庫県大会の上位入賞者として同年夏の全国高校野球選手権大会の開会式で6代目の司会を務め、その後に開催された全国大会朗読部門で優勝。文部科学大臣賞を受賞した。テレビ朝日への入社後も、2008年から2010年まで、朝日放送への派遣アナウンサーとして『熱闘甲子園』（朝日放送・テレビ朝日共同制作の大会ダイジェスト番組）でナレーターを担当。2012年から2014年、2017年からは、朝日放送のスポーツアナウンサーと共に、全国高校野球選手権大会テレビ中継の実況を務めている。
FIBAバスケットボール・ワールドカップ史上初めて一部の試合が日本国内（沖縄市の沖縄アリーナ）で開催された2023年大会の1次ラウンド（沖縄グループステージ）では、日本代表チームが割り振られた「グループE」と「17 - 23位順位決定戦」の日本国内向け放送権をテレビ朝日と日本テレビ放送網が取得したことを受けて、テレビ朝日系列向け日本代表戦中継（全3試合）のうち2試合で実況を担当（いずれも馬瓜エブリンが「解説者」、バスケットボール経験者の広瀬すずが「スペシャルブースター」として共演）。自身が実況した試合では、日本代表チームがいずれも勝利している。また、最初に担当した8月27日の対フィンランド代表との第2戦）では、男子の日本代表チームが（夏季オリンピックのバスケットボール競技を含めた）国際試合でヨーロッパ勢に初めて勝利した瞬間を実況。最後に担当した9月2日の順位決定戦（対カーボベルデ代表戦）では、日本代表チームが翌2024年のパリオリンピックへの出場権を、オリンピックとしては1976年のモントリオール大会以来48年振りに「自力」（アジア圏からの出場チームにおける最上位）で獲得したシーンを伝えた。

## 出演番組

### 現在
- アベマ倍速ニュース（木曜、2020年10月8日 - 、当番組をきっかけに、コメントユーザーから「親方」と呼ばれ、親しまれている。不定期にお惣菜等を試食して食リポするコーナーが設けられることもある。）
- スポーツ中継
  - スーパーベースボール
    - プロ野球中継では、2010年3月17日に朝日放送の関連会社・スカイ・A sports+で放送された『スカイ・Aスタジアム』オープン戦・東京ヤクルトスワローズvs阪神タイガース（神宮球場）で初めて実況を担当した。

  - 全国高校野球選手権大会中継（朝日放送テレビ制作、テレビ中継のみ）
    - 2007年に「SUN SUNリポート」のリポーターとして出演。例年テレビ朝日から実況要員として起用されている先輩アナウンサーの中山貴雄がロンドンオリンピックのジャパンコンソーシアムに派遣された2012年から、実況およびインタビューを担当。

  - 全日本大学駅伝中継（メ～テレとの共同制作）
- ワールドプロレスリング
- バスケ☆FIVE〜日本バスケ応援宣言〜（ナレーター、2022年4月 - ）
  - 「バスケ」（バスケットボール）では2023年に、ワールドカップの1次ラウンド（沖縄グループステージ）において、テレビ朝日制作分の日本代表戦中継で実況やインタビューを担当。

### 過去
報道・情報番組
| 期間       | 期間       | 番組名                                 | 役職                                             |
| ---------- | ---------- | -------------------------------------- | ------------------------------------------------ |
| 2008年4月  | 2009年3月  | やじうまプラス                         | 金曜日・土曜版スポーツキャスター                 |
| 2009年4月  | 2011年3月  | ANN NEWS&SPORTS                        | 土曜版スポーツキャスター                         |
| 2009年10月 | 2010年3月  | やじうまプラス                         | 水～金曜日第1部でのスポーツキャスター            |
| 2011年4月  | 2015年9月  | 情報満載ライブショー モーニングバード! | 『イマドキ白書』『じっ栗サーチ』等のコーナー担当 |
| 2016年4月  | 2020年9月  | 週刊ニュースリーダー                   | 進行役                                           |
| 2016年4月  | 2016年12月 | スポーツサンデー                       | MC                                               |

バラエティ・スポーツ関連・特別番組
- 熱闘甲子園（朝日放送・テレビ朝日共同制作、ナレーター、2008年 - 2010年）
- 333 トリオさん（2010年12月 - 2015年9月）
- 坂上忍の成長マン!!（2014年4月 - 9月）
- 夜の巷を徘徊する（2016年1月22日〈21日深夜〉）
- チェンジ3（進行、2015年10月 - 2017年9月）
- ボブ・サップ緊急来日!第1回Abema杯5種競技HAOOO5!（2017年10月14日、10月22日、AbemaTV）[4]
- バラバラ大作戦「イグナッツ‼」 ナレーション
- 中居正広のプロ野球魂～快挙だらけ!オールスターも激アツだSP～（進行、2022年7月23日）

### テレビドラマ
- 俺の空 刑事編（第3話、2011年10月30日） - リポーター役
- ドクターX〜外科医・大門未知子〜第5シリーズ 第5話（2017年11月9日、テレビ朝日）- 患者となるプロ棋士とAIの将棋対戦中継の実況アナウンサー役

## 同期アナウンサー
- 野上慎平
- 小川彩佳